# Горово (област Смолян)
 За другото българско село вижте Горово (област Бургас).  
Горово е село в Южна България. То се намира в община Смолян, област Смолян. Старото име на селото е било Чамжас. През 1971 г. се преименува на Горово, на името на река Горовска.

## География
Село Горово се намира в планински район. В селото се отглежда смилянски боб.